# Мамасаидов, Суюнмурат
Суюнмурат Мамасаидов (1939—1988) — советский хозяйственный, государственный и политический деятель.

## Биография
Родился в 1939 году в Ленинском районе Таджикской ССР. Член КПСС с 1963 года.
С 1961 года — на хозяйственной, общественной и политической работе. В 1961—1988 годах — старший экономист колхоза «Москва» Ленинского района, заместитель председателя исполкома Ленинского Совета депутатов трудящихся, председатель правления колхоза «Москва» Ленинского района, председатель исполкома Ленинского районного Совета народных депутатов, председатель исполкома Яванского райсовета народных депутатов,
первый секретарь Яванского райкома КП Таджикистана.
Избирался депутатом Верховного Совета Таджикской ССР 11-го созыва.
Умер в Таджикской ССР в 1988 году.